# Ettore Ferrari
Ettore Ferrari (Roma, 25 marzo 1845 – Roma, 19 agosto 1929) è stato uno scultore e politico italiano.
Figlio dello scultore Filippo Ferrari, fu uno dei protagonisti della celebrazione artistica del nuovo stato laico nato con l'Unità d'Italia.
Allievo dell'Accademia nazionale di San Luca, nella quale vinse una borsa di studio nel 1868 e si laureò nel 1872, a lungo professore dell'Istituto superiore di belle arti, di convinta fede repubblicana, fu deputato al parlamento del Regno d'Italia per tre legislature, Gran maestro del Grande Oriente d'Italia e Sovrano gran commendatore del Supremo Consiglio del Rito scozzese antico ed accettato. Fu, inoltre, presidente onorario della Società operaia di mutuo soccorso di Lendinara dove eseguì la statua ad Alberto Mario e fondatore, nel 1901, dell'Università Popolare di Milano. Fece parte del gruppo di artisti denominato "i XXV della campagna romana", formatosi nel 1904.

## Artista

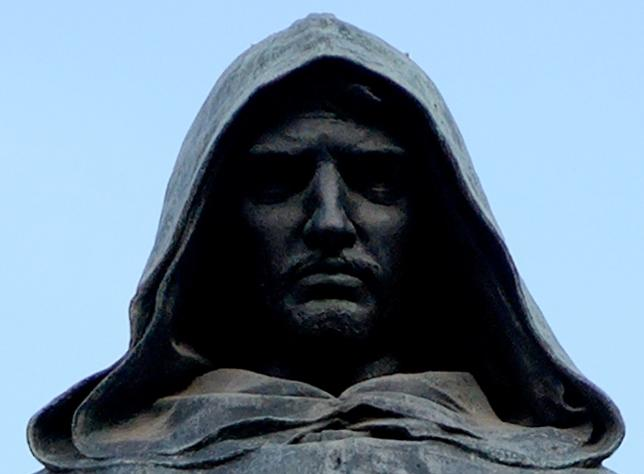
Monumento a Giordano Bruno: particolare

Tra le numerose opere di Ferrari ricordiamo il monumento al poeta latino Ovidio, realizzato nel 1887 per la città di Costanza in Romania (l'antica Tomi dove il poeta fu relegato in esilio): il monumento, fuso da Alessandro Nelli, venne replicato nel 1925 per la città di Sulmona in Abruzzo che a Ovidio diede i natali ("Sulmo mihi patria est").
Il suo monumento a Giordano Bruno, posto in Campo de' Fiori a Roma, dopo un primo progetto del 1879, respinto perché giudicato troppo polemico nei confronti della Chiesa cattolica, fu inaugurato il 9 giugno 1889. Il volto del filosofo nolano è significativamente rivolto in segno di ammonimento verso la basilica di San Pietro in Vaticano.
I protagonisti del Risorgimento furono tra i soggetti principali dell'artista. Oltre a realizzare nel 1887, per la città di Venezia, il monumento a Vittorio Emanuele II per il decennale dalla morte del primo re dell'Italia unita, Ferrari eseguì diverse statue di Giuseppe Garibaldi: la statua in marmo a Vicenza, in piazza Castello, del 1887; la statua bronzea del 1892, situata a Pisa; il monumento equestre nella piazza omonima di Rovigo, inaugurato nel 1896. L'artista, contrario alla monarchia, inserì sotto le staffe due corone rovesciate. Questo segno di fede repubblicana pare abbia fatto collocare a Rovigo questa pregevole opera inizialmente destinata alla capitale.
Particolarmente lungo fu il completamento di una delle sue opere più note: il grande monumento a Giuseppe Mazzini sull'Aventino di Roma, monumento che, in appositi medaglioni, ricorda anche altri protagonisti del Risorgimento, tra cui Goffredo Mameli, Carlo Pisacane, Aurelio Saffi. Dopo aver ricevuto l'incarico nel 1902, Ferrari terminò il bozzetto nel 1905. Nel 1914 venne decisa la collocazione sul colle romano e dopo ben otto anni, nel 1922, iniziò la sua costruzione. Alla morte dell'artista, nel 1929, erano ormai terminate le opere scultoree, ma solo il 2 giugno 1949 avvenne l'inaugurazione del complesso nell'odierno piazzale Ugo La Malfa.
Fece parte della commissione giudicatrice del concorso per il monumento a Dante di Trento.
Altri suoi monumenti:
- Terenzio Mamiani a Pesaro
- Giovanni Bovio a Trani
- Carlo Cattaneo a Milano
- Ai caduti a Marino
- Gabriele Rosa a Iseo
- Ion Heliade Rădulescu a Bucarest
- Abraham Lincoln al Metropolitan Museum di New York
- Giuseppe Verdi a Filadelfia
- Antonio Meucci a Staten Island
- Lesbia a Chicago
- Busti di Traiano e Decebalo a Cluj-Napoca
- Bassorilievo di Traiano sulla Lupa Capitolina a Cluj-Napoca
- Ai caduti ad Alessandria d'Egitto

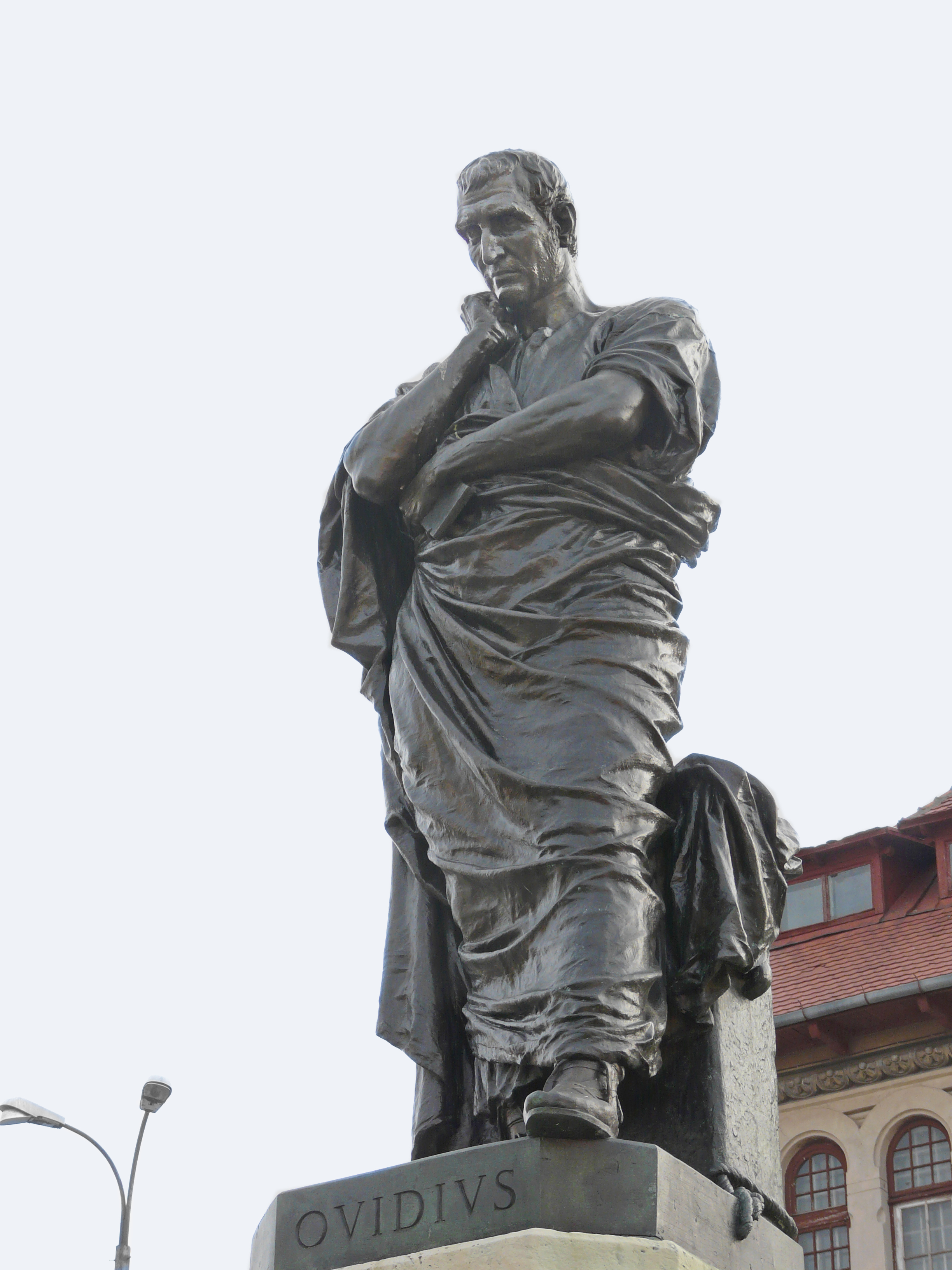
Monumento a Ovidio, Costanza, 1887
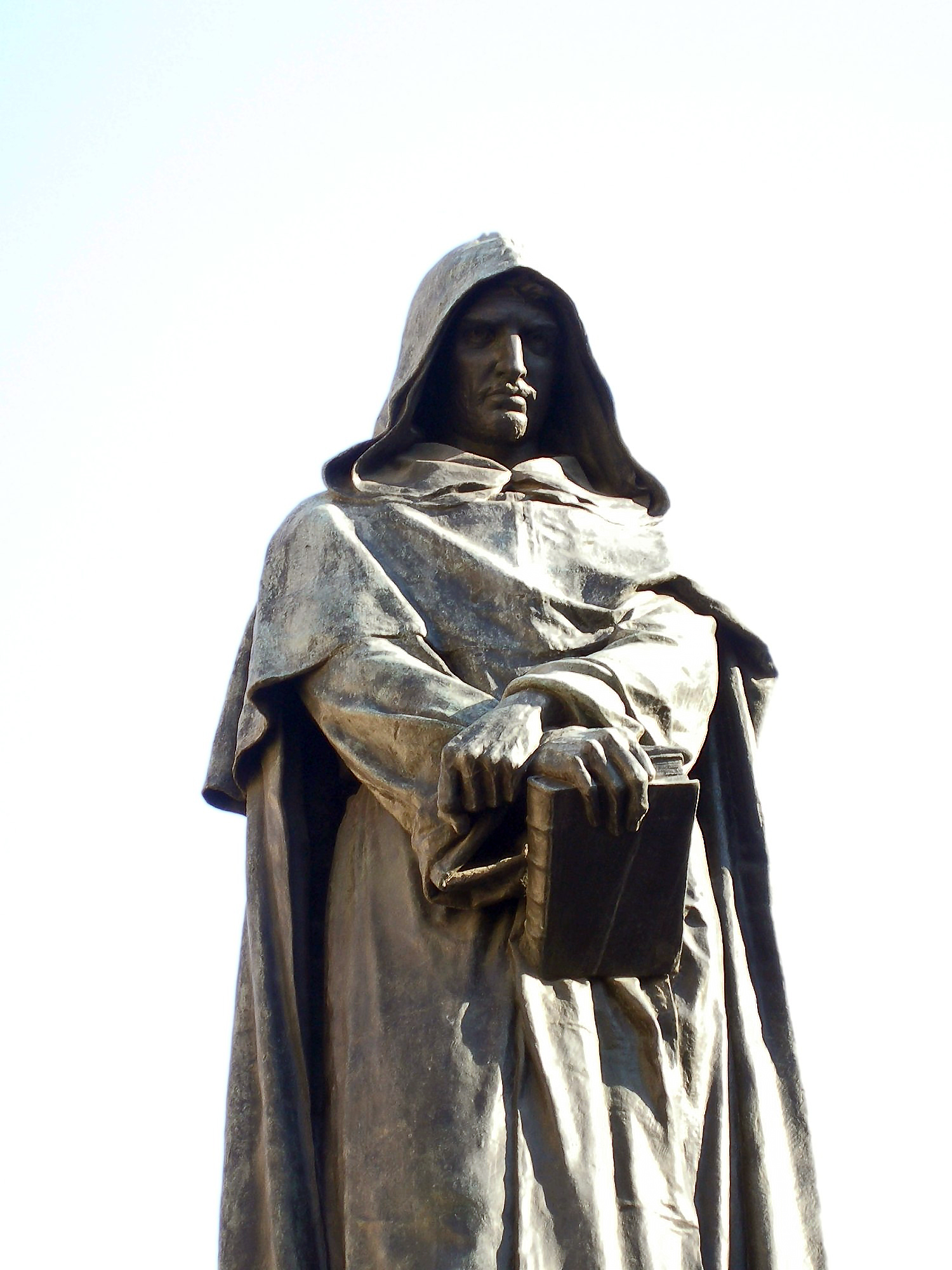
Monumento a Giordano Bruno, Roma, 1889
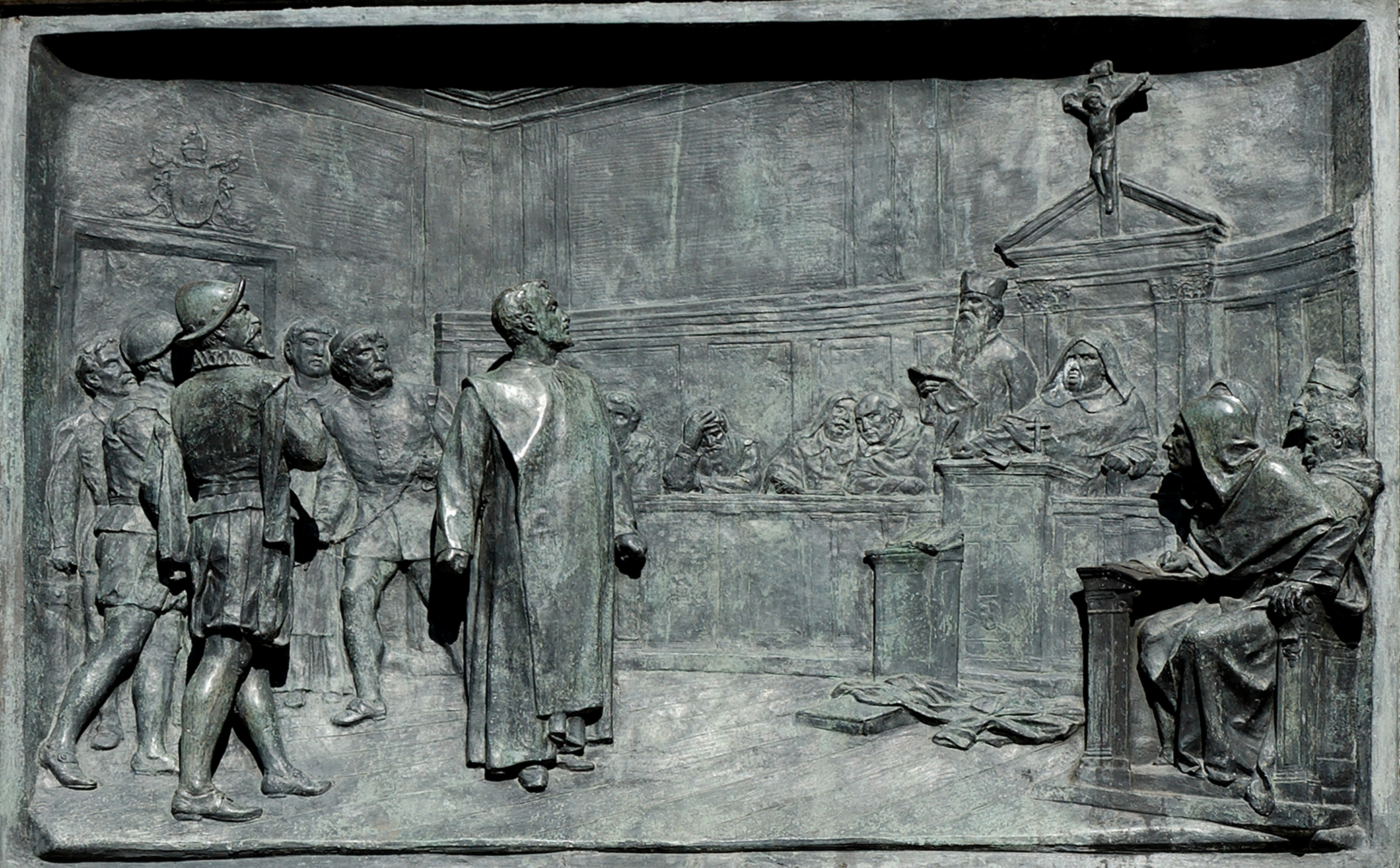
Monumento a Giordano Bruno, Roma, 1889; bassorilievo del piedistallo: Bruno davanti all'Inquisizione
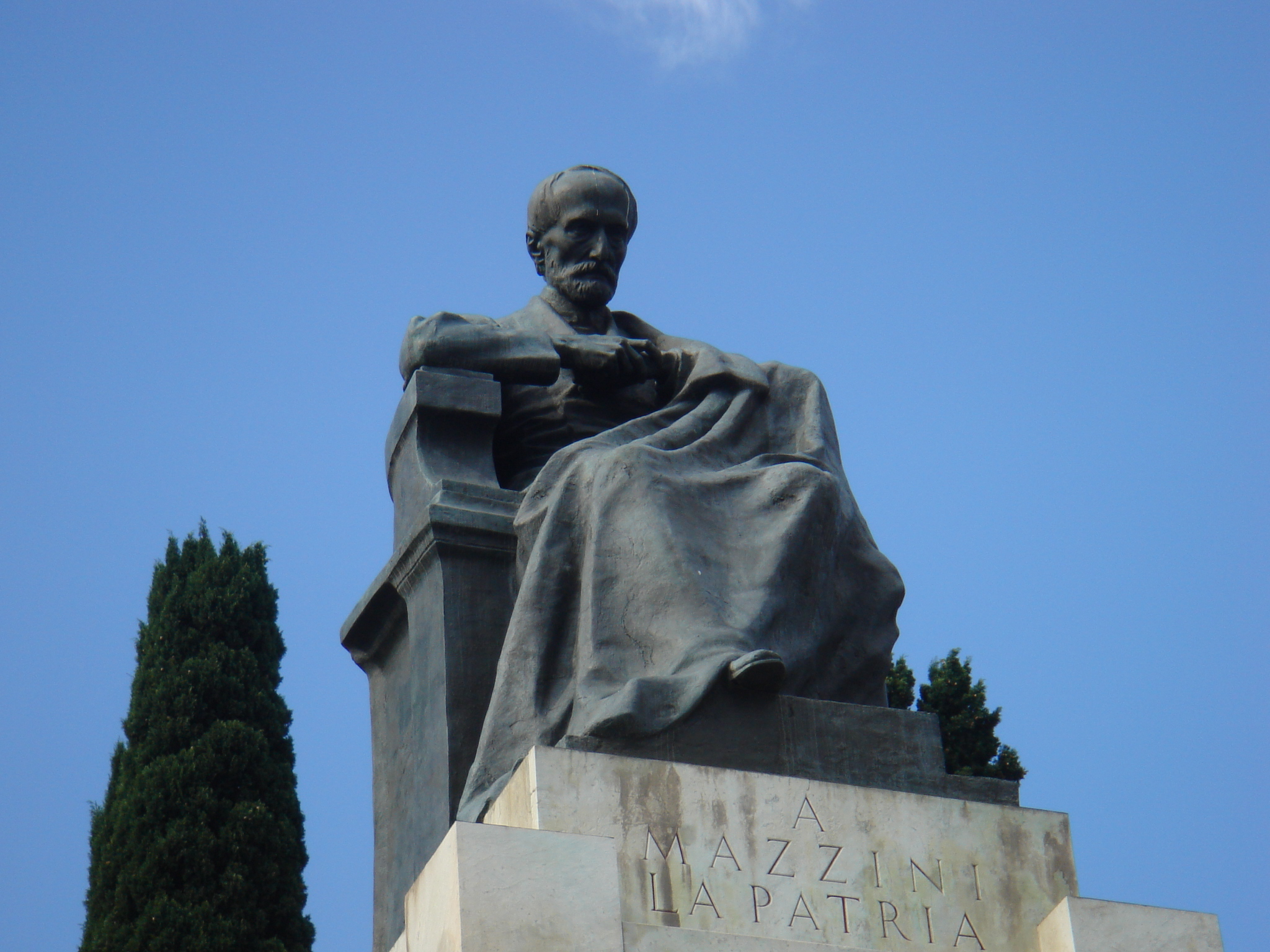
Monumento a Giuseppe Mazzini, Roma, 1949
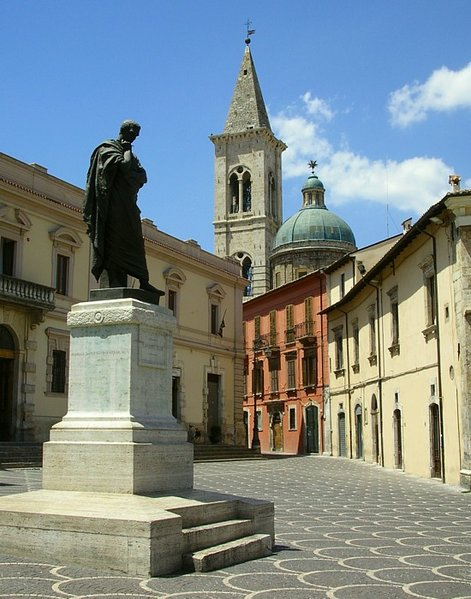
Monumento a Ovidio, Sulmona
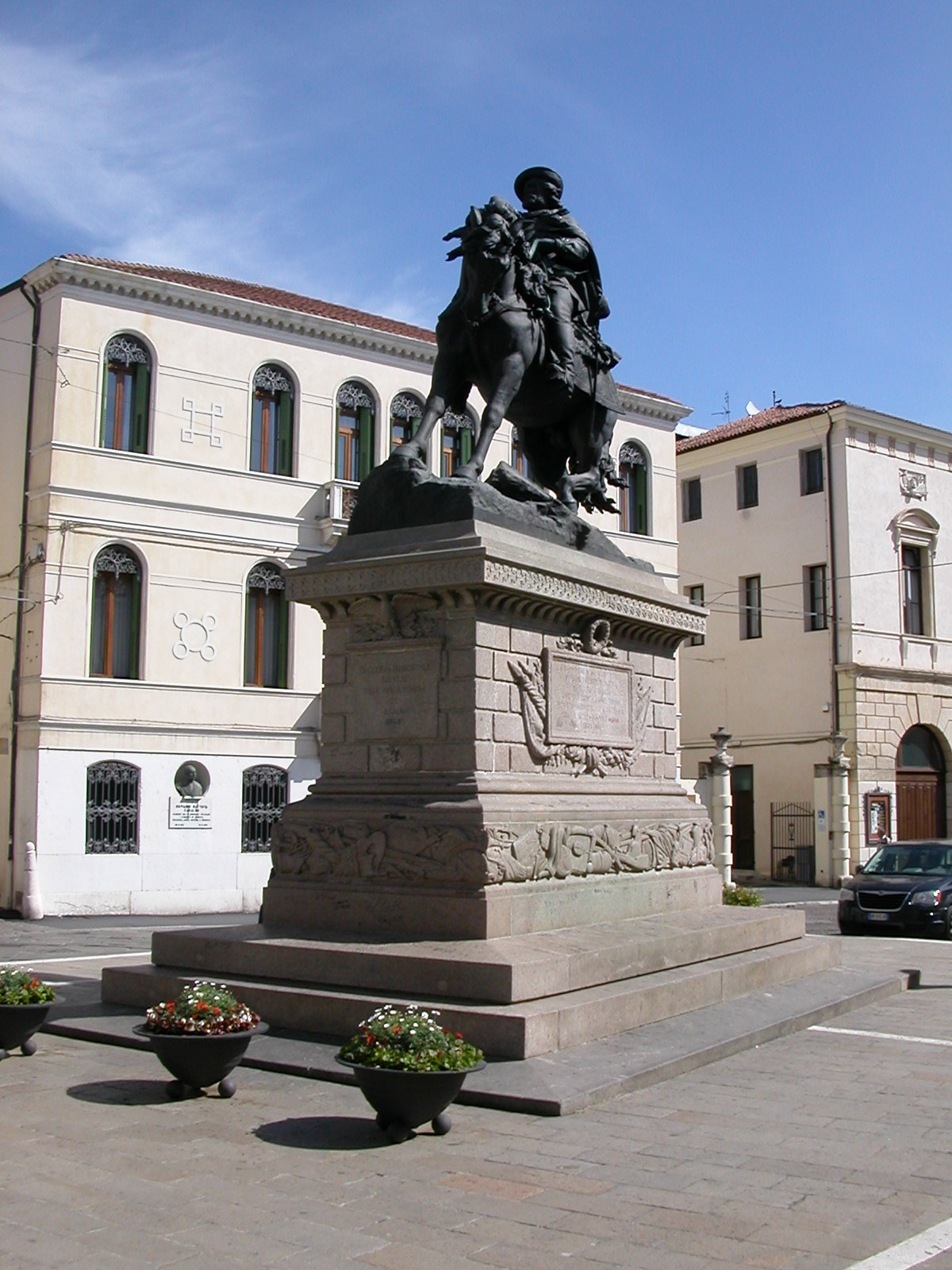
Monumento a Giuseppe Garibaldi, Rovigo, 1887
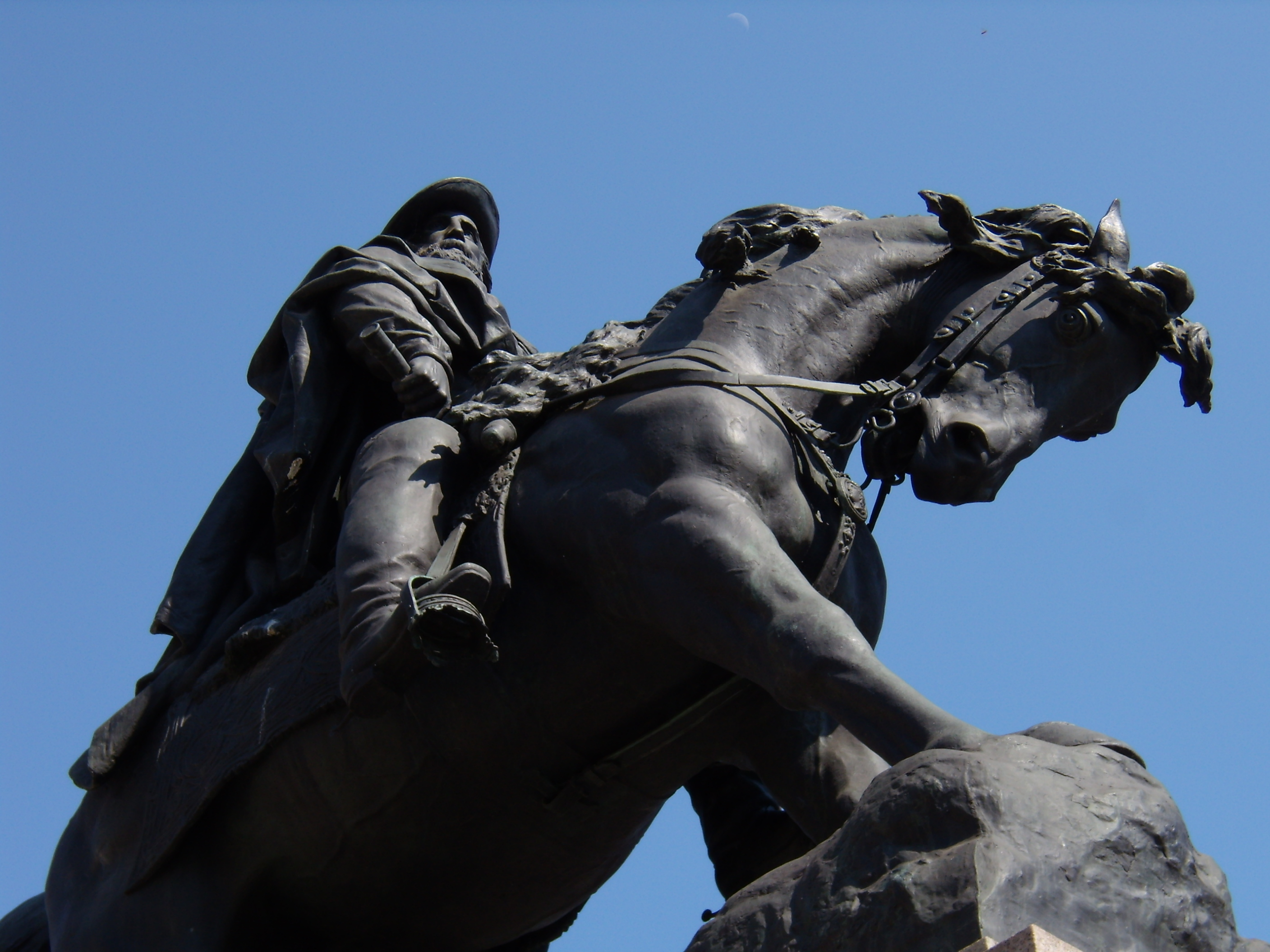
Monumento a Giuseppe Garibaldi, Rovigo, 1887 (particolare)
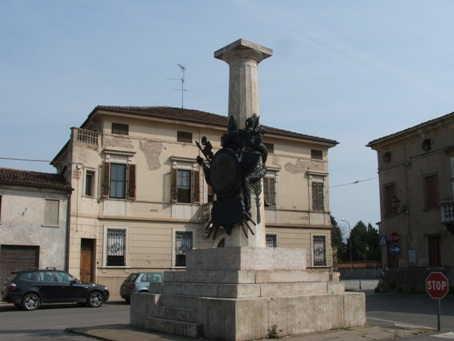
Monumento ad Alberto Mario, Lendinara, 1897
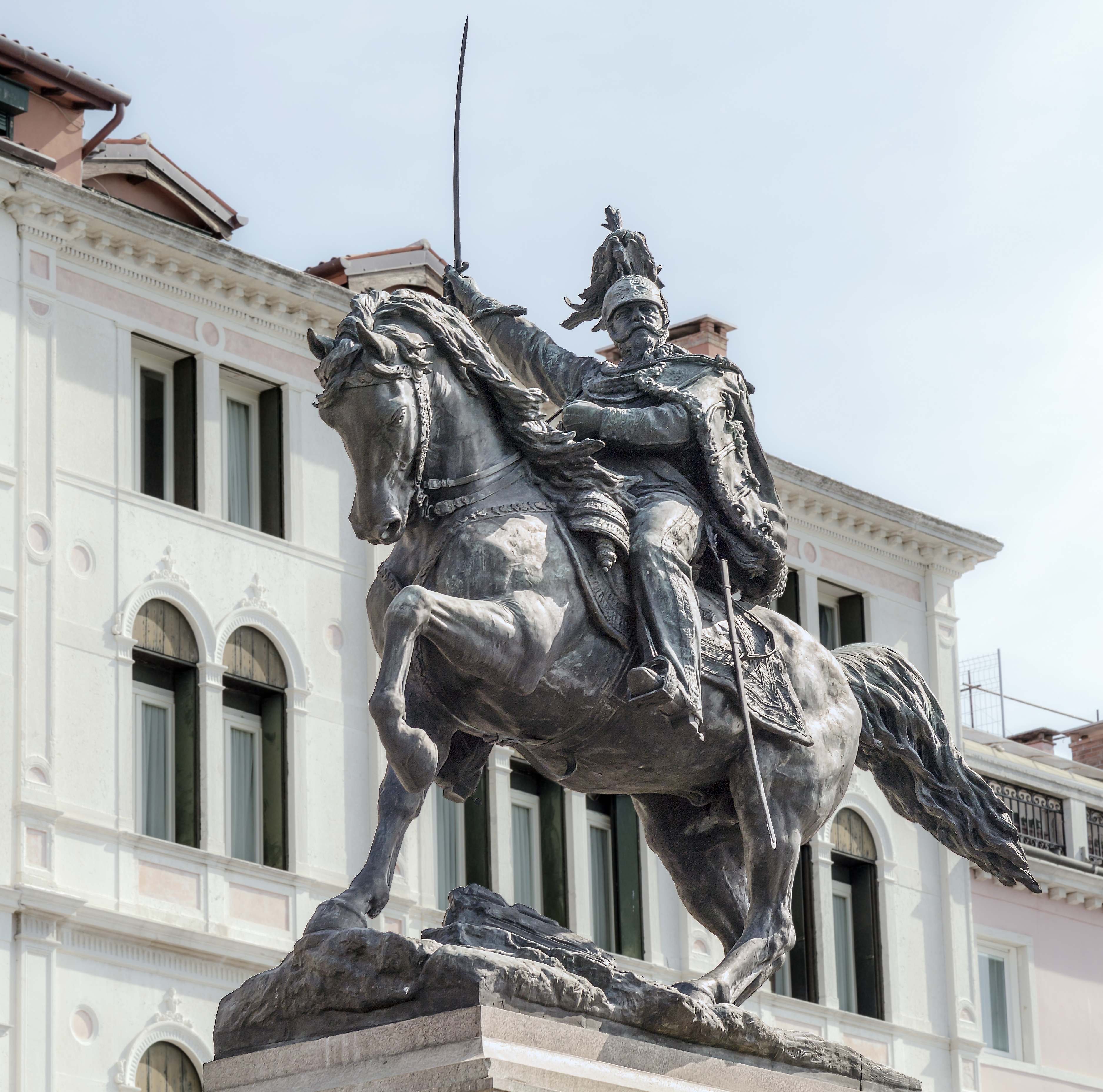
Monumento a Vittorio Emanuele II, Venezia, 1887

## Massone

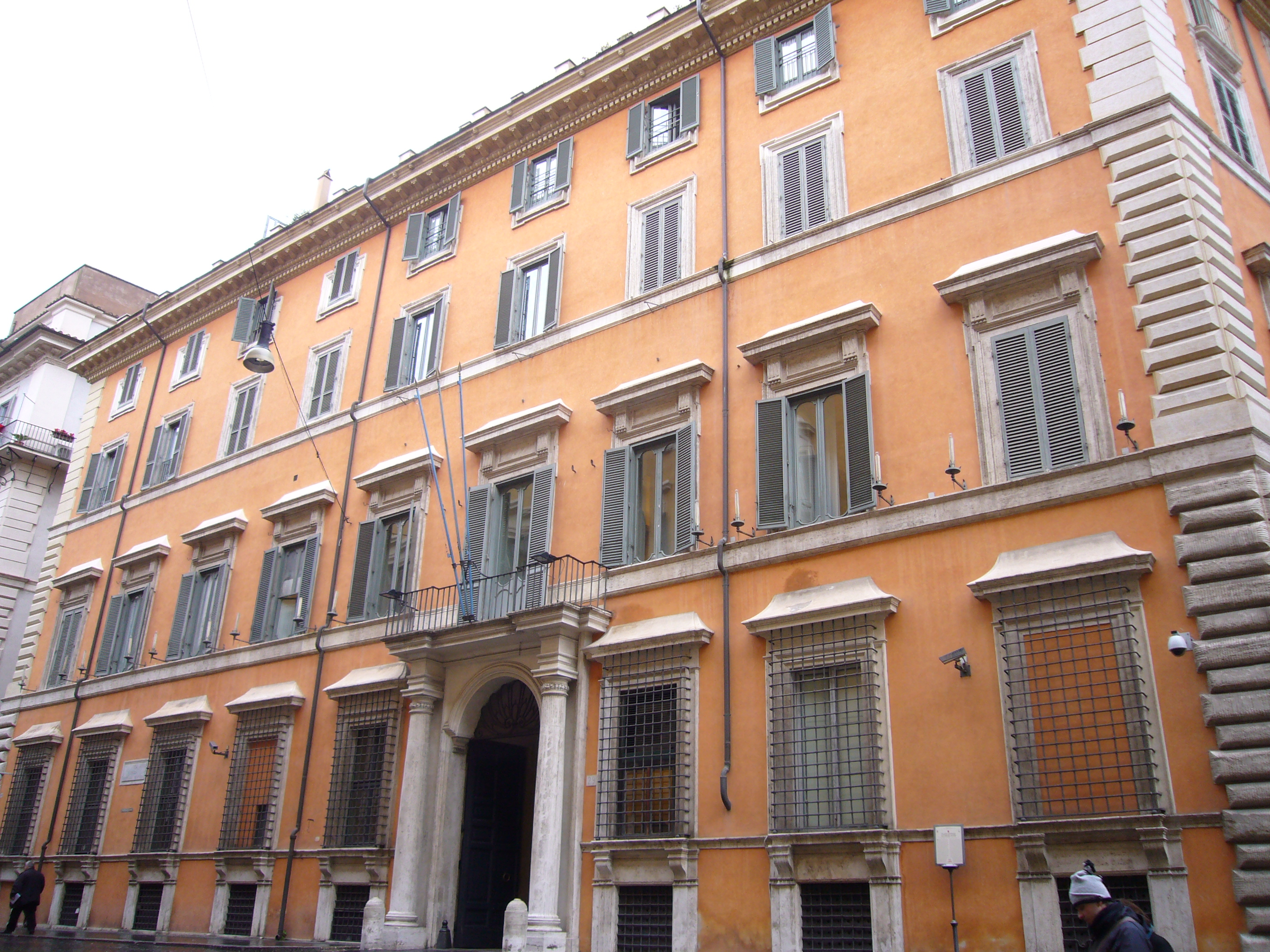
Roma. Palazzo Giustiniani, sede del Grande Oriente d'Italia ai tempi di Ferrari

Ettore Ferrari ha aderito alla Massoneria entrando nell’estate del 1881 nella Loggia "Rienzi" di Roma, del Grande Oriente d'Italia, della quale fu maestro venerabile nel 1892. Quattro anni più tardi diventò Gran Segretario con i Gran Maestri Adriano Lemmi e poi Ernesto Nathan, al quale rimase sempre legato. Il 15 febbraio 1904 fu eletto Gran Maestro del Grande Oriente d’Italia subentrando a Nathan. Divenuto gran maestro e rimanendolo fino al 1917, impresse al Grande Oriente d'Italia un più netto orientamento di carattere radicale e anticlericale: nel suo discorso di insediamento così delineò il ruolo che l'obbedienza avrebbe dovuto ricoprire:
«la Massoneria non deve tenersi costantemente isolata e nell'ombra, ma scendere a contatto della vita, combattere alla luce del sole le sante battaglie dell'alta sua missione per la tutela della giustizia e per la grande educazione. Nuovi bisogni presentano nuovi problemi; nuovi problemi esigono nuove soluzioni; da nuovi doveri scaturiscono nuovi diritti. La Massoneria non può, non deve chiudere gli occhi alla nuova luce, ma fissarla, scrutarla e dirigerla».
Da convinto repubblicano, per esempio, Ferrari, oltre alla tradizionale difesa della laicità della scuola e ai consueti temi anticlericali, propugnava un maggior impegno sui temi attinenti alla legislazione sociale. Fu Sovrano gran commendatore del Supremo Consiglio del Rito scozzese antico ed accettato dal 1918 al 1929.
Ettore Ferrari, in quanto coerente difensore dei valori democratici, fu uno dei più coerenti oppositori del fascismo. Nel novembre 1926 Benito Mussolini promulgò una legge che vietava l'attività delle organizzazioni non fasciste, con la quale la Massoneria fu messa fuori legge. Poiché Ettore Ferrari non rinunciò alle sue convinzioni, fu posto sotto sorveglianza della polizia e la sua Loggia fu più volte devastata dai fascisti. La sua repressione culminò nel maggio 1929 con la sua incriminazione per aver tentato di riorganizzare la Massoneria. Subito dopo Ettore Ferrari cedette i suoi poteri di Sovrano gran commendatore del Supremo Consiglio del Rito scozzese antico ed accettato al suo luogotenente Giuseppe Leti, combattente antifascista emigrato in Francia. Appena tre mesi dopo Ettore Ferrari si spense. È sepolto nel Cimitero del Verano, a Roma.